# Purnomo Yusgiantoro
Purnomo Yusgiantoro (ur. 16 czerwca 1951 w Semarang) – indonezyjski działacz państwowy, minister energetyki, były sekretarz generalny OPEC (Organizacji Państw Eksporterów Ropy Naftowej).
Stopień inżyniera uzyskał w Instytucie Technologicznym w Bandung, następnie kontynuował studia w USA; w Colorado School of Mines obronił doktorat w dziedzinie eksploatacji zasobów naturalnych. W latach 1993–1998 był doradcą ministra energetyki, przyczynił się do powołania Indonezyjskiego Instytutu Ekonomii Energetyki. W 1998 został powołany przez prezydent Megawati Sukarnoputri na stanowisko ministra energetyki i zasobów naturalnych, zachował stanowisko w administracji prezydenta Susilo Yudhoyono (od 2004). Od 1 stycznia 2004 do 31 grudnia 2004 zajmował rotacyjne stanowisko sekretarza generalnego OPEC. 22 października 2009 został mianowany ministrem obrony w drugim gabinecie Yudhoyono.